# Fessenheim-le-Bas
Fessenheim-le-Bas – miejscowość i gmina we Francji, w regionie Grand Est, w departamencie Dolny Ren.
Według danych na rok 1990 gminę zamieszkiwało 255 osób, 52 os./km².